# かねこまりあ
かねこ まりあ（1993年（平成5年）8月3日 - ）は、日本の美術家である。

## 来歴
福岡県北九州市にて電気店の父、元防衛医科大学校病院勤務の母との間に生まれ幼少期から絵を描いて過ごしていた。
影響を受けた画家はパブロ・ピカソ、クロード・モネ他。
独自の発想でリアルに塗装と造形を加えた「リアルマネキン」を発表。
後に工藤美術として活動の場を映像系の美術などもにも寄せるようになる。
近年は古い建物をリノベーションする建築家としても活動中。